# بانفه
بانفه (به آلمانی: Banfe) یک منطقهٔ مسکونی در آلمان است که در باد لاسفه واقع شده‌است. بانفه ۱٬۵۰۰ نفر جمعیت دارد.